# WWEグレート・ボールズ・オブ・ファイヤー
WWEグレート・ボールズ・オブ・ファイヤー（Great Balls of Fire）はアメリカのプロレス団体WWEが主催する、プロレス興行の名称。また、同興行を扱うPPVの名称である。2017年にRAWブランドにて新設された。グレート・ボールズ・オブ・ファイヤーはアメリカ南部に伝わるスラングで「マジかよ」、「信じられない」などの驚きを意味する。

## 試合結果

### 第1回大会（2017年）WWE Great Balls of Fire
- 開催日 : 7月9日
- 開催場所 : テキサス州ダラスのアメリカン・エアラインズ・センター
- 観客動員数 : 16,579人
- 公式大会曲 : ジェリー・リー・ルイス - Great Balls of Fire

- キックオフ・ショー -Kickoff Show-/WWEクルーザー級王座戦 -WWE Cruiserweight Championship-

○ネヴィル(c) vs 戸澤陽(w / タイタス・オニール)●
- ○ブレイ・ワイアット vs セス・ロリンズ●

- ○ビッグ・キャス vs エンツォ・アモーレ●

- 30分アイアンマン・マッチ形式WWE RAWタッグチーム王座戦 -30 minute Iron Man Match for the WWE Raw Tag Team Championship-

○シェイマス&セザーロ(c) vs ハーディー・ボーイズ(マット・ハーディー&ジェフ・ハーディー)●
- RAW女子王者決定戦 -WWE RAW Women's Championship-

●アレクサ・ブリス(c) vs サシャ・バンクス○
アレクサのリングアウト負けのため王座移動は無し。
- インターコンチネンタル王座戦 -WWE Intercontinental Championship-

○ザ・ミズ(w / マリース & ミズトラージ(ボー・ダラス&カーティス・アクセル))(c) vs ディーン・アンブローズ●
- アンビュランス・マッチ  -Ambulance Match-

○ブラウン・ストローマン vs ロマン・レインズ●
試合後、脱出したレインズが今度は逆にストローマンを救急車内へ叩き込み、救急車をバックでトラックにぶつけ ひしゃげさせたため後方ドアが開かなくなる。
- ○ヒース・スレイター vs カート・ホーキンス●

上記によるストローマン救出に映像が前後割かれてしまい、試合は最後の22秒間は全く放映されず。レフリーの3カウントとリング音とリングアナの声が確認できる。試合時間も2分26秒という短いものであった。
- WWEユニバーサル王座戦 -WWE Universal Championship-

○ブロック・レスナー(w / ポール・ヘイマン)(c) vs サモア・ジョー●